# Steluța Duță
Steluța Duță (n. 18 martie 1982, Râmnicu Sărat, județul Buzău) este o pugilistă română, laureată cu trei medalii de argint la Campionatul Mondial de Box Feminin Amator (AIBA), patru medalii de aur la Campionatul European EUBC și două medalii de aur la Campionatul European EABA.

## Carieră
Abandonată la naștere, a crescut în orfelinatul din Râmnicu Sărat, apoi la Centrul de Plasament din Buzău, la cel din Stâlpu și la așezământul unei biserici, la Câmpeni. La vârsta de 18 ani a trebuit să plece și a ajuns să trăiască pe stradă. În 2002 l-a întâlnit pe Constantin Voicilaș, antrenor de box la CSM Buzău, care în cele din urmă a devenit tatăl ei adoptiv. După câteva luni de antrenament a devenit vicecampioană națională. În paralel, și-a reluat studiile, absolvind Liceul Sportiv din Buzău și Școala de Antrenori. 
A intrat în echipa de box feminin a Clubului Steaua.
În anul 2006 a cucerit prima sa medalie într-o competiție majoră, aurul la Campionatul European de la Varșovia. A obținut de 44 de ori titluri importante pentru sportul românesc, înregistrând următoarele realizări: clasarea de șaptesprezece ori campioană națională la senioare, de șaisprezece ori câștigătoare a Cupei României,  de trei ori campioană europeană, de trei ori campioana Uniunii Europene la senioare și de trei ori vicecampioană mondială la box. 
În anul 2015 a făcut obiectul unui documentar, Roboțelul de aur, realizat de Mihai Dragolea și Radu Mocanu. Este cetățean de onoare al municipiului Buzău (din anul 2012) și maestru emerit al sportului.În anul 2018, la tradiționala competiție , Centura de Aur, cu participare internațională, ce s-a desfășurat la Galați, a obținut medalia de argint.